# Chad Donella
Chad Donella (Toronto, 18 maggio 1978) è un attore canadese, noto principalmente per i suoi ruoli in Final Destination e Saw 3D - Il capitolo finale.

## Filmografia parziale

### Cinema
- Generazione perfetta (Disturbing Behaviour), regia di David Nutter (1998)
- Final Destination, regia di James Wong (2000)
- L'inventore di favole (Shattered Glass), regia di Billy Ray (2003)
- Saw 3D - Il capitolo finale (Saw 3D), regia di Kevin Greutert (2010)
- Taken 3 - L'ora della verità (Taken 3), regia di Olivier Megaton (2015)
- La memoria dell'assassino (Knox Goes Away), regia di Michael Keaton (2023)

### Televisione
- Smallville – serie TV, episodio 1x02 (2001)
- Inferno di fuoco (Superfire), regia di Steven Quale – film TV (2002)
- Taken – miniserie TV, 2 episodi (2002)
- Detective Monk (Monk) – serie TV, episodio 2x07 (2003)
- NCIS - Unità anticrimine (NCIS) – serie TV, episodio 3x03 (2005)
- Ghost Whisperer - Presenze (Ghost Whisperer) – serie TV, episodi 2x16-2x20 (2007)
- Lost - serie TV, episodio 4x10 (2010)
- Castle - serie TV, episodio 5x12 (2013)
- Perception – serie TV, episodio 3x08 (2014)
- Blindspot – serie TV, 18 episodi (2016-2020)

## Doppiatori italiani
Nelle versioni in italiano delle opere in cui ha recitato, Chad Donella è stato doppiato da:
- Davide Lepore in Final Destination, Inferno di fuoco, Smallville (ep. 1x02)
- Fabrizio Vidale in L'inventore di favole - Shattered Glass, Saw 3D - Il capitolo finale
- Alberto Bognanni in Taken, Blindspot
- Massimiliano Alto in X-Files
- Luigi Ferraro in CSI: Miami
- Riccardo Rossi in Generazione perfetta
- Fabrizio Manfredi in Girl Fever
- Corrado Conforti in Detective Monk
- Carlo Scipioni in NCIS - Unità anticrimine
- Francesco Bulckaen in Cold Case - Delitti irrisolti
- Massimo De Ambrosis in Ghost Whisperer - Presenze
- Gaetano Varcasia in Law & Order - Unità vittime speciali
- Marco Baroni in Senza traccia
- Gianluca Crisafi in Smallville (ep. 10x04)
- David Chevalier in Castle
- Roberto Certomà in Perception
- Andrea Zalone in Scandal
- Alessandro Ballico in Taken 3 - L'ora della verità